# Аткинсон, Джордж Фрэнсис
Джордж Фрэнсис Аткинсон (англ. George Francis Atkinson; 1854—1918) — американский миколог и ботаник.
Учился в колледже (Olivet College) с 1878 по 1883 год и получил степень бакалавра философии в Корнеллском университете в 1885 году. Доцент (assistant professor) кафедры энтомологии и зоологии с 1885 по 1886 год, адъюнкт-профессор (associate professor) с 1886 по 1888 в Университете Северной Каролины.
Профессор ботаники и зоологии в Университете Южной Каролины с 1888 по 1889 год и ботаник при опытной станции университета. С 1889 по 1892 год преподавал биологию в Алабамском политехническом институте, с 1892 по 1893 был доцентом по тайнобрачным в Корнеллском университете, затем адъюнкт-профессор с 1893 по 1896, наконец, с 1896 года, заведовал кафедрой ботаники. Был президентом Ботанического общества Америки с 1905 по 1907 год.
Описал значительное число ботанических таксонов.

## Работы
- Some Fungi of Blowing Rock, 1893.
- «Leaf curl and plum pockets» in Cornell University Agricultural Experiment Station Bulletin 73 pp. 319 – 355
- Studies of American fungi. Mushrooms, edible, poisonous, 1900.
- «A parasitic alga, Rhodochytrium spilanthidis Lagerheim, in North America» in Botanical Gazette 46 pp. 299 - 301
- «Observations on Polyporus lucidus Leys. and some of its allies from Europe and North America» in Botanical Gazette 1908 46:5 pp. 321 - 338
- «Some problems in the evolution of the lower fungi» in Annales Mycologici (Annals of Mycology) 7 pp. 441 - 472
- «Some fungus parasites of algae» in Botanical Gazette 48 pp. 321 – 338
- «Phylogeny and relationships in the Ascomycetes» in Annals of the Missouri Botanical Garden 2:1 pp. 315 – 376
- «Six misunderstood species of Amanita» in Memoirs of the Torrey Botanical Club 17 pp. 246 – 252
- «The genus Endogone» in Memoirs of the Brooklyn Botanical Garden 1 pp. 1 - 17
- «Charles Horton Peck» in Botanical Gazette 65 pp. 103 - 108
- «The genus Galerula in North America» in Proceedings of the American Philosophical Society 57 pp. 357 - 374
- «Preliminary notes on some new species of agarics» in Proceedings of the American Philosophical Society 57:4 pp. 354 - 356
- Collybia campanella Peck, and its near relatives in the Eastern United States, 1918.